# Fabian Cancellara
Fabian Cancellara (Wohlen bei Bern, 18 de marzo de 1981), apodado "Espartaco", es un exciclista de ruta suizo. Durante su carrera profesional, de 2001 a 2016, corrió en los equipos Mapei-Quick Step, Fassa Bortolo, CSC/Saxo Bank y Leopard/RadioShack/Trek. 
Catalogado como leyenda del ciclismo, Cancellara era un corredor sólido, potente, fuerte y resistente. Capaz de desafiar a pelotones enteros. Era un especialista como rodador, en la lucha contra el crono (uno de los mejores contrarrelojistas de la historia del ciclismo) y en las clásicas de primavera donde sus 7 monumentos conquistados le han aupado a ser considerado como uno de los mejores clasicómanos de los últimos tiempos.
Cancellara tiene un total de 96 victorias como profesional. Su palmarés goza de una enorme calidad, siendo uno de los corredores más exitosos de principios del siglo XXI. Sus triunfos, dotados de gran espectáculo, son calificados como únicos e irrepetibles. Entre sus victorias más importantes se encuentran 11 etapas en Grandes Vueltas (8 etapas en el Tour de Francia y 3 etapas en la Vuelta España), la París-Roubaix 2006, 2010 y 2013, la Strade Bianche 2008, 2012 y 2016, la Tirreno-Adriático 2008, la Milán-San Remo 2008, la Vuelta a Suiza 2009, la E3 Harelbeke 2010, 2011 y 2013, el Tour de Flandes 2010, 2013 y 2014, el Campeonato Mundial Contrarreloj 2006, 2007, 2009 y 2010 y la medallas de oro, en la modalidad de contrarreloj. en los Juegos Olímpicos de Pekín 2008 y de Río de Janeiro 2016. También obtuvo la medalla de bronce en el Campeonato Mundial Contrarreloj 2005, 2011 y 2013 y la medalla de plata en los Juegos Olímpicos (prueba en línea) de Pekín 2008 tras la descalificación de Davide Rebellin por dopaje.
En 2010 fue galardonado con la Bicicleta de Oro como el mejor ciclista del año; además, obtuvo el segundo puesto en 2007 y 2008 y el tercer puesto en 2006 y 2009.

## Biografía

### Infancia
Fabian Cancellara nació en Wohlen bei Bern (Suiza) el 18 de marzo de 1981. Sus padres son de origen italiano. A la edad de 13 años, abandonó la práctica del fútbol y empezó a interesarse por el ciclismo tras haber descubierto una bicicleta vieja en el garaje de sus padres.

### Inicios en el ciclismo: etapa juvenil y amateur
Desde muy temprana edad Cancellara comenzó a mostrar sus cualidades como contrarrelojista convirtiéndose en Campeón del Mundo de Contrarreloj Juvenil en 1998 y 1999, con 17 y 18 años respectivamente. A los 19 años, en los Campeonatos del Mundo de Plouay, quedó segundo en la prueba contrarreloj sub-23 con 52 segundos de retraso con respecto a Yevgeni Petrov, el ganador. En 2001, pasó a profesional en el equipo Mapei, del cual era stagiaire (a prueba) desde 2000.·

#### 2001-2002: en Mapei
En febrero de 2001 ganó la Vuelta a Rodas, ganando el prólogo por delante de Bradley Wiggins. Más tarde, en septiembre, formando equipo con Michael Rogers (también joven especialista contra el reloj), ocuparon la segunda posición de dos carreras contra el tiempo en parejas: el G. P. Eddy Merckx y el Dúo Normando. Al final del mes, fue 2.º en el Campeonato de Suiza Contrarreloj.
En 2002, Fabian Cancellara inició la temporada en el nuevo equipo Mapei-Quick Step-Latexco también llamado Mapei-Quick Step Espoirs (equipo profesional pero filial del Mapei-Quick Step). En febrero, ganó por segunda vez consecutiva la Vuelta a Rodas. Un mes más tarde, venció en el Gran Premio Erik Breukink ganando la etapa contra el reloj. Tras una nueva victoria de etapa cronometrada en la Vuelta a Austria, se convirtió en campeón de Suiza contrarreloj.
En agosto se incorporó al primer equipo de Mapei-Quick Step. En compañía esta vez del húngaro László Bodrogi, añadió el G. P. Eddy Merckx entre sus victorias en ese año. Gracias a sus resultados, fue seleccionado para representar a Suiza en la carrera contrarreloj en el Campeonato Mundial de Ciclismo en Zolder. Decimoquinto en el año 2001, se clasificó noveno en esta ocasión a un minuto y siete segundos por detrás del ganador Santiago Botero.

#### 2003-2005: en el Fassa Bortolo
Después de la desaparición del equipo Mapei por culpa del control positivo de Stefano Garzelli en el Giro de Italia, se unió al Fassa Bortolo, desde 2003 hasta 2005, donde gracias a su potencia, actuó como lanzador ayudando al especialista en llegadas en sprint, Alessandro Petacchi.
Ganó el prólogo del Tour de Francia en 2004, 2007, 2009 y 2010, así como también seis títulos en el Campeonato de Suiza Contrarreloj (2002, 2004, 2005, 2006, 2007 y 2008).

### 2006-2007
En 2006, se unió al Team CSC donde se le asignó el papel de líder para los clásicas de Flandes. Ganó la París-Roubaix, se confirmó como un formidable corredor en esas pruebas donde se requiere una gran potencia. En septiembre de ese año, fue campeón del mundo contrarreloj en los Campeonatos de Salzburgo
En 2007, confirmó que era el mejor rodador del mundo, ganando el prólogo del Tour de Francia y la tercera etapa tras un ataque en el último kilómetro. Volvió también a ganar el Campeonato del Mundo Contrarreloj, esta vez en Stuttgart.

### 2008-2009
El año 2008 marcó un punto de inflexión para el suizo que ganó en marzo dos victorias en Italia: Tirreno-Adriático y la Milán-San Remo. También llegó segundo en la París-Roubaix por detrás del belga Tom Boonen y ganó la medalla de plata en la prueba en ruta de los Juegos Olímpicos de Pekín, concedida tras confirmarse el positivo por CERA de Davide Rebellin, el ganador en primera instancia de dicha presea. El 13 de agosto de 2008 ganó la carrera contrarreloj en los Juegos Olímpicos de Pekín.
En 2009, consigue el prólogo del Tour de California y abandonó al día siguiente debido a un proceso febril. Víctima de una caída en un entrenamiento, renunció a participar de la Vuelta a Murcia pues abandona durante Tirreno-Adriático y no participa de la Milán-San Remo. Disputa en desquite la Settimana Coppi e Bartali con el fin de preparar su principal objetivo: las clásicas de pavé. En estas carreras, no obtuvo los resultados esperados: abandona el Tour de Flandes después de haber roto la cadena en el Koppenberg, pinchó durante la Gante-Wevelgem mientras que figura en el grupo de cabeza y termina 49.º en la París-Roubaix. Explicará más tarde no haber estado en forma. Corre su segundo Giro de Italia, pero abandona. Vuelve en forma en junio, ganando la Vuelta a Suiza. Ganó las 2 etapas contrarreloj y sigue los mejores en montaña durante esta edición dibujada para favorecerle·. Es el primer suizo que gana su vuelta nacional desde Alex Zülle en 2002. No participa en el campeonato de Suiza del contrarreloj pero gana la carrera en línea. Consigue su objetivo con un éxito sobre la primera etapa del Tour de Francia con 18" sobre Alberto Contador y tiuvo el maillot amarillo durante 6 días. Realizó la misma hazaña en la Vuelta a España, con victorias en el prólogo y la séptima etapa, y 5 días en cabeza de la clasificación general. El jueves, 24 de septiembre, volvió a ser campeón del mundo contrarreloj con 1'27" sobre su compañero de equipo en el Saxo Bank Gustav Larsson y 2'30" sobre Tony Martin. Se convirtió en el segundo corredor en ganar 3 veces el Campeonato Mundial Contrarreloj. Termina luego 5.º de la carrera en línea, fracasando por consiguiente en su objetivo de querer ser el primer corredor a ganar el Campeonato Mundial Contrarreloj y la Campeonato Mundial en Ruta en la misma temporada.

### 2010: El doble triunfo Tour de Flandes-París-Roubaix
Empezó su temporada 2010 por un Tour de Catar muy discreto que acabó en el 87.º puesto, a 15' 13" de Wouter Mol. Sin embargo, ganó el Tour de Omán, gracias a su segundo puesto en la sexta y última etapa (un contrarreloj). Tumba entonces sobre la temporada de las clásicas. Pasó un poco al lado de su Milán-San Remo y de la Gante-Wevelgem, pero gana el E3 Prijs Vlaanderen-Harelbeke a finales de marzo, el Tour des Flandes y París-Roubaix al comienzo de abril. Vence al tres veces campeón belga Tom Boonen. En las semanas que siguen (abril/mayo) numerosos medios de comunicación hablan de sospechas con relación al uso de un bici a ayuda eléctrica durante el Tour de Flandes y París-Roubaix. Fabian Cancellara desmiente, nada será probado, y el presidente de la UCI, Patrick McQuaid, denunciará una «historia [que] […] nada ha existido». En junio, gana la primera etapa de la Vuelta a Suiza y acaba segundo en la última contrarreloj, vencido por Tony Martin. Cancellara ganó delante de él el prólogo y la contrarreloj (etapa 19) del Tour de Francia. Dudando sobre su equipo para 2011, está liberado para Bjarne Riis al día siguiente de su abandono sobre la Vuelta que había puesto en evidencia tensiones entre él y los responsables de Team Saxo Bank. El jueves, 30 de septiembre, en el recorrido de 45,6 kilómetros en Geelong (Australia), gana el Campeonato del Mundo Contrarreloj 1'02" sobre el británico David Millar, y 1'12" sobre el alemán Tony Martin. Termina 14.º del calendario mundial UCI y gana la Bicicleta de Oro 2010. Al comienzo de noviembre, anuncia que tendrá como objetivos las Clásicas de las Ardenas en 2011, renunciando así a las clásicas de pavés. Finalmente, apuntará a las clásicas de pavé, con el claro objetivo de la Amstel Gold Race.

### 2011: Temporada en lugares de honor
Para 2011 se vinculó al nuevo equipo luxemburgués Leopard-Trek, acompañando a los hermanos Frank y Andy Schleck junto con una buena parte de los corredores del Saxo Bank. Acabó 2.º en el prólogo del Tour de Catar, pero quedó rezagado durante la 3.ª etapa (por culpa del viento) y terminó 53.º de la clasificación general. Después de finalizar 6.º en el Tour de Omán y 5.º en la Monte Paschi Strade Bianche, ganó la última etapa de Tirreno-Adriático y terminó segundo en la Milán-San Remo.
Comenzó las clásicas de pavé con la segunda victoria consecutiva y en solitario en el E3 Prijs Vlaanderen-Harelbeke. Fue luego uno de los grandes animadores del Tour de Flandes junto con Sylvain Chavanel, siendo vencido en el esprint por el francés y el ganador de la carrera, Nick Nuyens. Una semana más tarde, terminó en el segundo puesto de la París-Roubaix, 19 segundos detrás de Johan Vansummeren. El siguiente objetivo fue la Amstel Gold Race, pero cayó y no pudo hacer mejor que la 64.ª posición.
En junio, ganó el prólogo del Tour de Luxemburgo por delante de Damien Gaudin y Jimmy Engoulvent. Dedicó su victoria a su compañero Wouter Weylandt, fallecido durante la 3.ª etapa del Giro de Italia. Participó luego en la Vuelta a Suiza y ganó la primera y la última etapa, ambas contrarreloj. Después de ganar el 2° título de campeón de Suiza en ruta, participó del Tour de Francia, donde estuvo un compañero muy precioso en primera semana, notamente en el contrarreloj por equipos. En desquite, frustró terminando 8° del contrarreloj de la etapa 20. Participó luego de la Vuelta a España y contribuyó plenamente al éxito de su equipo durante la contrarreloj por equipos inaugural de Benidorm. Cruzó la línea en segundo puesto justo detrás Jakob Fuglsang. Estuvo bastante discreto durante el resto de esa Vuelta a España, terminando 4° en la contrarreloj (10.ª etapa), resultado preocupante con vistas a los Campeonatos del mundo. Estuvo a pesar de todo como favorito y acabó 3° en la contrarreloj, y 4° en la carrera en ruta donde perdió una medalla por un centímetro.

### 2012: Temporada llena de caídas y lesiones
Durante las primeras carreras de la temporada 2012, Cancellara mostró una gran estado de forma. Ganó la contrarreloj individual de la Tirreno-Adriático y se impuso, por segunda vez, en la Strade Bianche. En el primer monumento del año, la Milán-San Remo, fue el corredor más fuerte.  Atacó atacó en la cima del Poggio y se lanzó ladera abajo seguido a rueda por Nibali y el australiano Simon Gerrans, quienes durante seis kilómetros no dieron relevo. Simon Gerrans aprovechó el generoso esfuerzo del suizo y se hizo finalmente con la Milán-San Remo.
Ganaría el prólogo del Tour de Francia vistiendo el maillot amarillo durante siete días.

### 2013: Demostrando su alto nivel competitivo
Consigue ganar el E3 Prijs Vlaanderen-Harelbeke cosechando su tercera victoria en esta competición. El día 31 de marzo Fabian Cancellara conseguiría su segundo Tour de Flandes por delante de Peter Sagan. El 7 de abril consiguió su tercera victoria en la París-Roubaix ganando al sprint en el velódromo de Roubaix a Sep Vanmarcke.
Obtiene su octavo título en el Campeonato de Suiza Contrarreloj siendo el ciclista que más veces ha ganado esta competición. Después ganaría una etapa en la Vuelta a Austria también en una contrarreloj.

### 2014: Retorno a la forma. Tour de Flandes y Roubaix
En 2014, Fabian Cancellara conquistó el Tour de Flandes y el Campeonato de Suiza Contrarreloj.

### 2015: Accidentes y lesiones
En la temporada 2015, Cancellara no rindió a su mejor nivel y solo consiguió una etapa en el Tour de Omán y otra etapa en la Tirreno-Adriático, lo que le llevó a anunciar que 2016 sería su último año en activo.

### 2016: Último año y retirada
Finalizando la temporada de 2015, el ciclista anunció su retirada como ciclista activo profesional al final de la temporada 2016. Sin embargo, al corredor suizo pareciera que su última temporada la fuera a cerrar en grande, pues en los primeros meses del año 2016, Fabian logró importantes victorias como un trofeo en la Challenge Ciclista a Mallorca en España, una etapa en la Vuelta al Algarve en Portugal y la Strade Bianche en Italia (siendo el único corredor que ha ganado la carrera en tres oportunidades). Posteriormente, ganó una etapa en la Tirreno-Adriático y otra en la Vuelta a Suiza. También consiguió el Campeonato de Suiza Contrarreloj, su décimo campeonato nacional en la disciplina, y la medalla de oro en los Juegos Olímpicos de Río de Janeiro en la disciplina de contrarreloj, mismo éxito que había logrado ocho años atrás en Pekín 2008.
Cancellara se despidió definitivamente del ciclismo el sábado 12 de noviembre en el Kuikpe de Gante. Un evento multitudinario en el velódromo ante 6000 espectadores macaron el adiós definitivo al ciclismo profesional de "Espartaco".

### Vida privada
Está casado con Stefanie, peluquera que regenta su propio salón en Ittigen, ciudad en la que residen, situada al norte de Berna. Tiene dos hijas, Giuliana y Elina.
Habla alemán, francés, italiano e inglés.

## Fotografías destacadas
|  |  |  |  |
|  |  |  |  |

## Palmarés
| 2000 - Gran Premio Palio del Recioto 2001 - Vuelta a Rodas, más 1 etapa - 2.º en el Campeonato de Suiza Contrarreloj 2002 - Vuelta a Rodas, más 1 etapa - G. P. Erik Breukink, más 1 etapa - G. P. Eddy Merckx (haciendo pareja con László Bodrogi) - ZLM Tour - 1 etapa de la Vuelta a Austria - Campeonato de Suiza Contrarreloj - 1 etapa del Tour de Bohemia 2003 - 1 etapa del Tour de Romandía - 1 etapa de la Vuelta a Bélgica - 1 etapa de la Vuelta a Suiza 2004 - 1 etapa del Tour de Catar - 1 etapa de la Semana Catalana - 1 etapa de la Tour de Luxemburgo - Campeonato de Suiza Contrarreloj - 1 etapa del Tour de Francia 2005 - 1 etapa de la París-Niza - 1 etapa de la Semana Catalana - 1 etapa del Tour de Luxemburgo - Campeonato de Suiza Contrarreloj - 3.º en el Campeonato Mundial Contrarreloj 2006 - 1 etapa de la Tirreno-Adriático - París-Roubaix - 1 etapa de la Volta a Cataluña - Campeonato de Suiza Contrarreloj - Vuelta a Dinamarca, más 2 etapas - Campeonato Mundial Contrarreloj 2007 - 2 etapas de la Vuelta a Suiza - Campeonato de Suiza Contrarreloj - 2.º en el Campeonato de Suiza en Ruta - 2 etapas del Tour de Francia - Campeonato Mundial Contrarreloj 2008 - 1 etapa del Tour de California - Monte Paschi Eroica - Strade Bianche - Tirreno-Adriático, más 1 etapa - Milán-San Remo - 1 etapa del Tour de Luxemburgo - 2 etapas de la Vuelta a Suiza - Campeonato de Suiza Contrarreloj - 2.º en los Juegos Olímpicos en Ruta - Juegos Olímpicos Contrarreloj - 1 etapa del Tour de Francia | 2009 - 1 etapa del Tour de California - Vuelta a Suiza, más 2 etapas - Campeonato de Suiza en Ruta - 1 etapa del Tour de Francia - 2 etapas de la Vuelta a España - Campeonato Mundial Contrarreloj 2010 - Tour de Omán - E3-Prijs Harelbeke - Tour de Flandes - París-Roubaix - 1 etapa de la Vuelta a Suiza - 2 etapas del Tour de Francia - Campeonato Mundial Contrarreloj 2011 - 1 etapa de la Tirreno-Adriático - E3 Prijs Vlaanderen-Harelbeke - 1 etapa del Tour de Luxemburgo - 2 etapas de la Vuelta a Suiza - Campeonato de Suiza en Ruta - 3.º en el Campeonato Mundial Contrarreloj 2012 - Strade Bianche - 1 etapa de la Tirreno-Adriático - Campeonato de Suiza Contrarreloj - 3.º en el Campeonato de Suiza en Ruta - 1 etapa del Tour de Francia 2013 - E3 Prijs Vlaanderen-Harelbeke - Tour de Flandes - París-Roubaix - Campeonato de Suiza Contrarreloj - 1 etapa de la Vuelta a Austria - 1 etapa de la Vuelta a España - 3.º en el Campeonato Mundial Contrarreloj 2014 - Tour de Flandes - Campeonato de Suiza Contrarreloj 2015 - 1 etapa del Tour de Omán - 1 etapa de la Tirreno-Adriático 2016 - 1 trofeo de la Challenge Ciclista a Mallorca (Trofeo Serra de Tramuntana) - 1 etapa de la Vuelta al Algarve - Strade Bianche - 1 etapa de la Tirreno-Adriático - 1 etapa de la Vuelta a Suiza - Campeonato de Suiza Contrarreloj - Juegos Olímpicos Contrarreloj |

## Resultados

### Grandes Vueltas
| Carrera | Carrera         | 2000 | 2001 | 2002 | 2003 | 2004  | 2005  | 2006 | 2007  | 2008 | 2009 | 2010  | 2011  | 2012 | 2013 | 2014 | 2015 | 2016 |
| ------- | --------------- | ---- | ---- | ---- | ---- | ----- | ----- | ---- | ----- | ---- | ---- | ----- | ----- | ---- | ---- | ---- | ---- | ---- |
|         | Giro de Italia  | —    | —    | —    | —    | —     | —     | —    | Ab.   | —    | Ab.  | —     | —     | —    | —    | —    | —    | Ab.  |
|         | Tour de Francia | —    | —    | —    | —    | 109.º | 128.º | —    | 100.º | 63.º | 91.º | 121.º | 119.º | Ab.  | —    | Ab.  | Ab.  | Ab.  |
|         | Vuelta a España | —    | —    | —    | —    | —     | —     | Ab.  | —     | —    | Ab.  | Ab.   | Ab.   | —    | Ab.  | Ab.  | Ab.  | —    |

#### Clásicas, Campeonatos y JJ. OO.
| Carrera               | Carrera               | 2000 | 2001          | 2002          | 2003          | 2004 | 2005          | 2006          | 2007          | 2008 | 2009          | 2010          | 2011          | 2012  | 2013          | 2014          | 2015          | 2016  |
| --------------------- | --------------------- | ---- | ------------- | ------------- | ------------- | ---- | ------------- | ------------- | ------------- | ---- | ------------- | ------------- | ------------- | ----- | ------------- | ------------- | ------------- | ----- |
| Omloop Het Nieuwsblad | Omloop Het Nieuwsblad | —    | —             | —             | 75.º          | X    | —             | —             | —             | 13.º | —             | —             | —             | —     | —             | —             | —             | —     |
| Strade Bianche        | Strade Bianche        | X    | X             | X             | X             | X    | X             | X             | —             | 1.º  | —             | 10.º          | 5.º           | 1.º   | 4.º           | 6.º           | 19.º          | 1.º   |
|                       | Milán-San Remo        | —    | —             | —             | —             | —    | —             | 25.º          | 110.º         | 1.º  | —             | 17.º          | 2.º           | 2.º   | 3.º           | 2.º           | 7.º           | 31.º  |
| E3 Harelbeke          | E3 Harelbeke          | —    | —             | —             | —             | —    | —             | 37.º          | 2.º           | 16.º | —             | 1.º           | 1.º           | 12.º  | 1.º           | 9.º           | Ab.           | 4.º   |
| Gante-Wevelgem        | Gante-Wevelgem        | —    | —             | —             | 11.º          | 14.º | 4.º           | 6.º           | 62.º          | 67.º | 85.º          | Ab.           | —             | 13.º  | Ab.           | 38.º          | —             | 4.º   |
|                       | Tour de Flandes       | —    | —             | —             | 73.º          | 41.º | 62.º          | 6.º           | 53.º          | 23.º | Ab.           | 1.º           | 3.º           | Ab.   | 1.º           | 1.º           | —             | 2.º   |
| Scheldeprijs          | Scheldeprijs          | —    | —             | —             | —             | —    | —             | —             | —             | —    | —             | Ab.           | 158.º         | —     | Ab.           | 121.º         | —             | 111.º |
|                       | París-Roubaix         | —    | —             | —             | Ab.           | 4.º  | 8.º           | 1.º           | 19.º          | 2.º  | 49.º          | 1.º           | 2.º           | —     | 1.º           | 3.º           | —             | 40.º  |
| Amstel Gold Race      | Amstel Gold Race      | —    | —             | —             | —             | 53.º | —             | —             | —             | —    | —             | —             | 64.º          | —     | —             | —             | —             | —     |
| Mundial en Ruta       | Mundial en Ruta       | —    | —             | 148.º         | Ab.           | Ab.  | 122.º         | 31.º          | Ab.           | —    | 5.º           | 50.º          | 4.º           | —     | 10.º          | 11.º          | —             | —     |
| Mundial Contrarreloj  | Mundial Contrarreloj  | —    | 16.º          | 9.º           | 18.º          | 8.º  | 3.º           | 1.º           | 1.º           | —    | 1.º           | 1.º           | 3.º           | —     | 3.º           | —             | —             | —     |
| JJ. OO. (Ruta)        | JJ. OO. (Ruta)        | —    | No se disputó | No se disputó | No se disputó | —    | No se disputó | No se disputó | No se disputó | 2.º  | No se disputó | No se disputó | No se disputó | 109.º | No se disputó | No se disputó | No se disputó | 34.º  |
| JJ. OO. (ITT)         | JJ. OO. (ITT)         | —    | No se disputó | No se disputó | No se disputó | —    | No se disputó | No se disputó | No se disputó | 1.º  | No se disputó | No se disputó | No se disputó | 7.º   | No se disputó | No se disputó | No se disputó | 1.º   |
| Suiza en Ruta         | Suiza en Ruta         | —    | —             | —             | —             | 8.º  | —             | —             | 2.º           | —    | 1.º           | —             | 1.º           | 3.º   | 10.º          | 14.º          | 5.º           | 16.º  |
| Suiza Contrarreloj    | Suiza Contrarreloj    | —    | 2.º           | 1.º           | X             | 1.º  | 1.º           | 1.º           | 1.º           | 1º   | —             | —             | —             | 1.º   | 1.º           | 1.º           | Ab.           | 1º    |

—: No participa

Ab.: Abandono

X: Ediciones no celebradas

### Clasificaciones anuales
|               | 2005 | 2006 | 2007 | 2008 | 2009 | 2010 | 2011 | 2012 | 2013 | 2014 | 2015 | 2016 |
| ------------- | ---- | ---- | ---- | ---- | ---- | ---- | ---- | ---- | ---- | ---- | ---- | ---- |
| UCI WorldTour | 42.º | 22.º | 69.º | 89.º | 23.º | 14.º | 12.º | 37.º | 7º   | 11.º | 67.º | 22.º |

### Total de victorias por año
|     | 2000 | 2001 | 2002 | 2003 | 2004 | 2005 | 2006 | 2007 | 2008 | 2009 | 2010 | 2011 | 2012 | 2013 | 2014 | 2015 | 2016 | Total |
| --- | ---- | ---- | ---- | ---- | ---- | ---- | ---- | ---- | ---- | ---- | ---- | ---- | ---- | ---- | ---- | ---- | ---- | ----- |
| 1.º | 1    | 2    | 9    | 3    | 5    | 4    | 7    | 6    | 9    | 8    | 8    | 7    | 4    | 6    | 2    | 3    | 7    | 96    |
| 2.º | 0    | 0    | 0    | 1    | 0    | 2    | 1    | 2    | 3    | 2    | 2    | 4    | 5    | 3    | 4    | 3    | 1    | 33    |
| 3.º | 0    | 0    | 0    | 2    | 1    | 3    | 0    | 1    | 0    | 2    | 1    | 2    | 3    | 3    | 3    | 3    | 1    | 24    |

## Récords y marcas personales
- Ciclista con más victorias en Strade Bianche (3 victorias).
- Ciclista con más victorias en Tour de Flandes. Compartido con el italiano Fiorenzo Magni y los belgas Johan Museeuw, Eric Leman, Tom Boonen y Achiel Buysse (3 victorias).
- Segundo ciclista en la historia de los Juegos Olímpicos en conseguir una medalla en Ruta y en Contrarreloj, detrás de Jan Ullrich.
- Quinto ciclista en la historia con más monumentos. Compartido con el belga Tom Boonen y el italiano Gino Bartali. (7 victorias).

## Equipos
- Mapei-Quick Step (2000[59] -2001)
- Mapei-Quick Step-Latexco (2002)[60]
- Mapei-Quick Step (2002)[61]
- Fassa Bortolo (2003-2005)
- CSC/Saxo Bank (2006-2010)
  - Team CSC (2006-2008) (hasta junio)
  - Team CSC-Saxo Bank (2008)
  - Team Saxo Bank (2009-2010)
- Leopard/Radioshack/Trek (2011-2016)
  - Leopard-Trek (2011)
  - Radioshack-Nissan (2012)
  - Radioshack Leopard (2013)
  - Trek Factory Racing (2014-2015)
  - Trek-Segafredo (2016)

## Premios y reconocimientos
- 2.º puesto en la Bicicleta de Oro (2007 y 2008)
- 3.º puesto en la Bicicleta de Oro (2006 y 2009)
- Mendrisio de Oro (2006 y 2008) y Mendrisio Especial 2016
- Bicicleta de Oro (2010)